# Saghatherium
Il saghaterio (gen. Saghatherium) è un mammifero erbivoro estinto, appartenente agli iracoidi. Visse nell'Oligocene inferiore (circa 33 - 29 milioni di anni fa) e i suoi resti fossili sono stati ritrovati in Africa.

## Descrizione
Questo animale era piuttosto simile a un'attuale procavia, anche se le dimensioni erano solitamente più grandi (poteva raggiungere il doppio delle dimensioni della procavia e i 9 chilogrammi di peso), e la testa era più piccola in relazione al corpo. I denti di Saghatherium erano bunoselenodonti, ovvero a corona bassa e dotati di cuspidi arrotondate e unite da creste taglienti a forma di mezzaluna, particolarmente evidenti sul lato buccale delle corone. 
Benché noto fin dal 1902, Saghatherium è rimasto poco conosciuto per più di un secolo, fino al 2004, quando venne descritto uno scheletro quasi completo proveniente dalla Libia (Thomas et al., 2004). Lo scheletro ha permesso di ricostruire dettagliatamente Saghatherium: doveva essere piuttosto simile agli iraci odierni, e come questi era dotato di carpo e tarso che permettevano una supinazione mediocarpale e mediotarsale. Inoltre, vi è una profonda fossa cotiloidea per il malleolo tibiale sul lato mediale dell'astragalo, una caratteristica riscontrata anche in altri iracoidi africani del Paleogene. La fossa cotiloidea è spesso considerata una caratteristica degli iracoidi, ma è più probabile che sia una sinapomorfia (caratteristica condivisa) dei penungulati. Lo scheletro degli arti ha inoltre molti tratti associati con la locomozione cursoria e la posizione digitigrada, ed è simile in molti aspetti a quello dei perissodattili primitivi. Saghatherium è inoltre più primitivo degli attuali iraci poiché le ossa distali delle zampe (radio/ulna e tibia/perone) rimangono separate. Un'altra distinzione rilevante rispetto agli iraci attuali era la presenza, su tutte le dita della mano, di artigli fessurati (gli iraci odierni sono invece dotati di zoccoli).

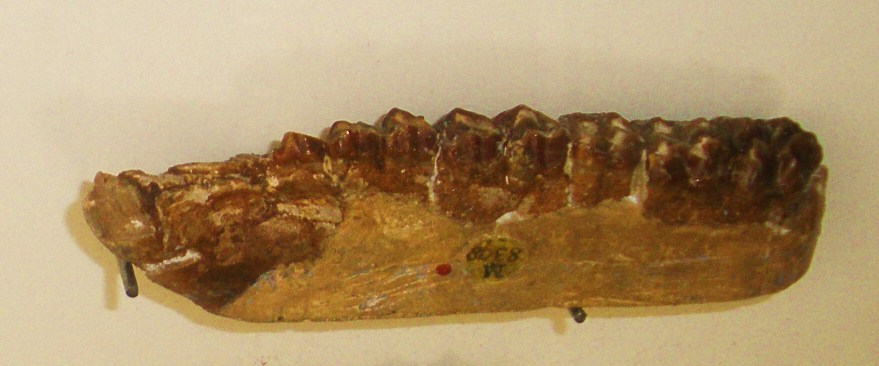
Mandibola di Saghatherium magnum

## Classificazione
Saghatherium venne descritto per la prima volta nel 1902 da Andrews e Beadnell, sulla base di fossili ritrovati nella zona di El Fayum in Egitto. I fossili includevano principalmente materiale cranico e dentario, e hanno permesso di distinguere numerose specie: Saghatherium antiquum, S. humarum, S. magnum, S. majus, S. minus, S. sobrina. Saghatherium costituisce il più comune tra i numerosi iracoidi vissuti nella zona di El Fayum durante l'Eocene / Oligocene. 
Questo animale è considerato un rappresentante piuttosto basale degli iracoidi, ed è classicamente ascritto alla famiglia estinta dei Pliohyracidae. È il genere eponimo della sottofamiglia (o famiglia) Saghatheriinae (o Saghatheriidae), che comprende anche animali di grande taglia come Megalohyrax  e altri di taglia minuscola come Thyrohyrax.